# Chute Diaoshuilou
La chute Diaoshuilou (chinois : 吊水楼瀑布 ; pinyin : diàoshuǐlóu pùbù) est une chute d'eau de la rivière Mudan, situé au Nord du lac Jingpo, dans les monts Wanda, située sur le territoire de la ville-préfecture de Mudanjiang, dans la province du Heilongjiang, au Nord-Est de la république populaire de Chine.